# MDA (компанія)
MacDonald, Dettwiler and Associates Ltd., або MDA, — канадська та американська транснаціональна комунікаційна та інформаційна компанія з головним офісом у Сан-Франциско. MDA має представництва по всім США та Канаді, що працюють під фірмовою торговою маркою MDA.
Найбільш популярні продукти MDA, це Канадарм що використовується на НАСА «Спейс шаттл», а також «Канадарм-2» і «Декстр» — дистанційна маніпулятивна система на Міжнародній космічній станції.
Була заснована у провінції Британська Колумбія.

## Спеціалізація
MDA надає операційні послуги для комерційних і державних організацій по всьому світу, в тому числі:
- Бортові відеоспостереження;
- Супутникові Наземні Станції;
- Морські інформаційні системи;
- Авіаційні інформаційні системи;
- Геопросторові інформаційні послуги, в тому числі поширення супутникових даних, Value-Added Інформаційні служби та інформаційні служби розвідки;
- Комунікаційні супутники;
- Communications satellite payloads;
- Communications satellite subsystems and related ground systems;
- Комерційні послуги виведення на орбіту супутників.;
- Дослідження роботизованої хірургії за допомогою своєї програми розвитку NeuroArm;
- Космічна робототехніка, супутникові інформаційні та грузові системи;
- Радіолокаційне та оптичне супутникове спостереження, та дистанційне зондування Землі.

MDA входить до   Технологічної Промислової Асоціації Британської Колумбії (British Columbia Technology Industry Association).

## MDA і Україна
Наприкінці 2009 року ДКАУ уклало контракт із канадською компанією MDA. Вона була обрана основним підрядником будівництва супутника Либідь. MDA створить для «Либіді» електроніку, запустить космічний апарат у орбітальну позицію 38,2° східної довготи і побудує для нього два центри контролю.
Запуск планувався ще на 2011 рік, однак вже 5 років поспіль переноситься через невиконання взятих на себе зобов'язань MDA.
Зараз супутник Либідь перебуває на складському збереженні в РФ. ДКАУ очікує на прийняття супутника на орбітальній позиції.
Станом на кінець грудня 2017 року, згідно інформації, яку надав голова Державного космічного агентства України Павло Дегтяренко, канадська компанія MDA не бажає далі продовжувати роботу над проектом, а саме: «MDA, яке є підрядником з розробки і запуску цього космічного апарата, заявило про вихід з проекту 7 вересня. Протягом цього часу ми зробили ряд зусиль і на урядовому рівні, і на рівні космічного агентства, щоб повернути MDA до проекту. Зараз вони не згодні.» Окрім цього, сформувалася низка інших об'єктивних і суб'єктивних проблем, які не дали здійснити запуск національного супутника зв'язку «Либідь» у 2017 році.